# Taryn Woods
Taryn Woods (Sydney, 12 de agosto de 1975) é uma jogadora de polo aquático australiana, campeã olímpica.

## Carreira
Taryn Woods fez parte da geração medalha de ouro em Sydney 2000.